# Sandra Lavorel
Sandra Lavorel (1965) és una ecòloga francesa especialitzada en ecologia funcional, guanyadora del Premi Ramon Margalef d'Ecologia 2020. L'ecologia funcional és una branca de l'ecologia que es basa en el paper o funció de les espècies per explicar la resposta de la biodiversitat i els ecosistemes als canvis ambientals (canvi climàtic, ús de les terres i invasions biològiques).
El 1991, Lavorel va doctorar-se en Ecologia i Biologia Evolutiva per la Universitat de Montpeller el 1991 amb una tesi sobre els mecanismes de convivència d'espècies en els matollars mediterranis. Després va fer una estada postdoctoral a la Universitat Nacional Australiana, a Canberra, on va seguir investigant els mecanismes de coexistència d'espècies. El 1994 va tornar a França i va entrar a treballar al Centre Nacional de Recerca Científica francès (CNRS), on és directora d'investigació del CNRS en el Laboratori d'Ecologia Alpina (LECA), a Grenoble. El LECA és una unitat mixta de recerca en la qual col·laboren investigador del CNRS, de la Universitat de Grenoble Alps i de la Universitat de Savoia Mont Blanc. És membre de l'Acadèmia Francesa de les Ciències des del 2013. El 2020 va ser nomenada membre internacional de l'Acadèmia Nacional de Ciències dels Estats Units.
Ha col·laborat en projectes d'investigació internacionals, en consorcis amb centres d'altres països europeus, de Llatinoamèrica i de Sud-àfrica, i ha facilitat la transferència científica per al desenvolupament de polítiques. També ha impulsat diverses xarxes internacionals d'investigació com la TRY (Plant Trait Database), que és la primera i més gran base de dades oberta de trets (morfològics, anatòmics, bioquímics, fisiològics o fenològics) de plantes de tot el món.
El 2018 va ser una de les 200 signants d'un article a Le Monde on s'advertia de l'extinció de l'espècie humana si no es produeix un gir pel que fa a les polítiques que tenen a veure amb el canvi climàtic i la biodiversitat.

## Premis i distincions
- Premi Ramon Margalef d'Ecologia 2020. El Jurat va destacar que Sandra Lavorel «representa una de les millors combinacions entre les ciències biològiques i les ciències socials».[1]
- Medalla Alexander von Humboldt de l'IAVS (International Association for Vegetation Science) (2014-2015)[3]
- Medalla de plata CNRS (2013)[11]
- Cavaller de la Legió d'Honor (2012)[12]
- Medalla de bronze CNRS (1998)